# ふしぎ遊戯
『ふしぎ遊戯』（ふしぎゆうぎ）は、渡瀬悠宇による日本の少女漫画。また、それを原作としたテレビアニメ。1992年より『少女コミック』（小学館）に連載された。略称は「ふし遊」。また、後に発表された『玄武開伝』、『白虎仙記』との区別から本項にて解説される一連のシリーズ作は『朱雀・青龍編』とも呼ばれ、これを略して『朱青』または『朱雀』とも呼ばれる。2025年4月時点で全シリーズの累計発行部数は2500万部を突破している。

## 来歴
本作品は、古代中国の四神や二十八宿などを題材とし、主要な登場人物の名前は、二十八宿から取られている。また、主人公や国名なども五行説に則って命名されている。身体の文字などは里見八犬伝がルーツとなる。
- テレビアニメ：1995年4月6日 - 1996年3月28日、テレビ東京系列（全52話）。
- CDブック：全5巻（1993年 - 1996年）。
- CDブック『少女コミックCDブック おもちゃ箱 '93』（1992年12月）
- 外伝小説：パレット文庫より多数。
- PS2用ゲーム：2008年5月29日にオトメイトより、ふしぎ遊戯 朱雀異聞のタイトルにて発売された。
- 2003年より新シリーズ『ふしぎ遊戯 玄武開伝』の連載がスタート。単行本全12巻。ドラマCD化及びゲーム化もされている。
- 完全版の応募者全員サービスはCDブックの声優による復刻版キャラクターソングであった。
- 2010年、幻想少女◎アドベンチャー『ふしぎ遊戯』として舞台化。3年連続で、『ふしぎ遊戯』（2010年）、『ふしぎ遊戯〜朱雀編〜』（2011年）、『ふしぎ遊戯〜青龍編〜』（2012年）を上演（いずれもamipro主催）。
- 2015年、鬼宿が主役の舞台『ふしぎ遊戯』を上演（ネルケプランニング主催）。
- 2015年、読み切り作品として『ふしぎ遊戯 白虎異聞』が『月刊フラワーズ』に掲載。
- 2016年、ミュージカル『ふしぎ遊戯〜朱ノ章〜』を上演（amipro主催）。
- 2017年より新シリーズ『ふしぎ遊戯 白虎仙記』の連載がスタート。
- 2018年、ミュージカル『ふしぎ遊戯-蒼ノ章-』を上演（amipro主催）。
- 2021年、7月6日よりゲームアプリ「Alice Closet」と本作がコラボレート[2]。
- 2022年、連載30周年を迎え、美朱と鬼宿を描いた特別編を『月刊フラワーズ』11月号に掲載[3]。

## あらすじ
高校受験を間近に控えた中学3年生の夕城 美朱（ゆうき みあか）と親友の本郷 唯（ほんごう ゆい）は『読み終えた者は主人公と同様の力を得、望みがかなう。』という序文に釣られ、図書館の立ち入り禁止区域で見付けた四神天地書という書物を開いて、中に吸い込まれてしまう。そこに待っていたのは、古代中国に似た異世界―四正国の紅南国と、額に鬼の字を持つ青年―鬼宿（たまほめ）との出会いだった。すぐに現実世界に戻れた2人だったが、帰宅後に母親と口論になり飛び出した美朱は再び本の世界へ入ったまま、現実世界へ帰れなくなってしまう。かくして美朱は、軍事大国―倶東国の前に苦境に立たされていた、若き皇帝にして朱雀七星士―星宿（ほとほり）の紅南国を守るため、現実世界への戻り方を知るために、朱雀の巫女となった。やがて美朱は、各地に点在する七星士を探す方法や戻り方を求め訪れた太極山で、仙人―太一君（たいいつくん）の助言と美朱の行方不明を聞き付けた唯の助けで、なんとか現実世界に帰還する。が、入れ替わりに唯が吸い込まれてしまったことからそれを助けるため、また七星士の一人であった鬼宿と強く惹かれ合うようになっていたこともあって紅南国を平和に導くために、決意新たに美朱は兄―奎介（けいすけ）の制止を振り切って本に戻ってしまう。
一方、美朱と入れ替わりに倶東国に降りた唯は、ゴロツキに襲われたところを青龍の巫女として青龍七星士―心宿（なかご）に助けられる。だが青龍の力の独占を密かに狙う心宿は、ゴロツキたちに唯が強姦されたのは美朱が見捨てたからだと騙り、敵対させるよう仕向けた。こうして唯は心宿の策略により、朱雀を妨害しながらの青龍召喚の旅に出る。心宿により、朱雀・青龍とも七星士たちが次々と命を落とす中、一度は不可能かと思われた神獣召喚であったが、玄武・白虎の巫女たちの遺産―神座宝を集めれば巫女単体でも神獣を呼び出せると知らされ、争奪戦が始まる。
最終的にこの争いを制したのは、青龍側であった。神獣―青龍を召喚した唯は、第一の願いで朱雀を封印。続く第二の願いで美朱を本の世界から追放し、唯も共に現実世界に帰還する。しかし美朱を離すまいとした鬼宿も、一緒に本の世界から飛び出してしまう。そこでとうとう鬼宿は、美朱と唯には今までの出来事全てが紙面上の虚構に過ぎないこと―――巫女と七星士が結ばれないと言われて来た本当の意味に、衝撃を受ける。
美朱たちが本の中で神獣召喚を巡って争っていた頃、奎介も美朱と唯を助けるべく、現実世界で奔走していた。現実世界と巫女を繋ぐ共通物質―媒体である美朱のリボンや四神天地書に浮き上がる文面により、四正国や美朱の言動を追い掛ける一方で奎介は友人―梶原 哲也（かじわら てつや）と共に四神天地書とその訳者―奥田 永之助（おくだ えいのすけ）を調べ始めるが、2人が辿り着いたのは奥田の一人娘―多喜子（たきこ）が元玄武の巫女であった事実と、父娘の非業の死であった。さらに奎介たちは、本から無事巫女の役目を遂げて帰還した元白虎の巫女―大杉 鈴乃（おおすぎ すずの）より“巫女とは生贄であり、神獣は願いを叶える代わりに巫女の体を喰らう。ただし、巫女が強い心の持ち主ならばその限りではない”と聞かされ、本の世界を追われた美朱に告げた。この事実は召喚で青龍に蝕まれていく体に怯え、美朱へ助けを求めて来た唯にも伝えられたがショックの引く間もなく、紅南と倶東両国を窮地に陥れた心宿が、遂に現実に現れ、第三の願いを自らにもたらすよう唯に迫った。辛くも、鬼宿の助けを得た美朱に助け出されたことで、ようやく心宿の本心に気付いた唯は、最後の願いで朱雀を呼び出す力を美朱に与え、青龍に取り込まれてしまう。
朱雀を招喚した美朱は、第一の願いで唯を取り戻した後、第二の願いで青龍を封印。世界を破滅から救い、最後の願いで“鬼宿と決して離れない”ことを願った美朱が、唯と現実世界へ戻って数か月後…。奎介の連れて来た、鬼宿の記憶と誓いの指輪を持った後輩―宿南 魏（すくなみ たか）と再会する。
第二部（OVA2参照）では高校生になった美朱が、学校行事で訪れた高松塚古墳で朱雀と再会。救いを求める声と魏に迫る危機に、鬼宿の記憶を探して、魏と再び本の世界へ降り立つ。朱雀七星士たちとの再会に感激するも束の間、あの朱雀と青龍の激闘の直後に井宿と翼宿の手元に現れた石が魏の記憶だと知り、不気味な気配を感じつつも、戦死した七星士たちの石を求めて旅を開始する。しかしその頃、現実世界の美朱の高校や奎介たちの大学にも、妖しい影が迫りつつあった。

## 登場人物
メディアミックス展開のため、声優のキャスティングが複数存在する。併記なきものはアニメ版。
- 美朱は、（アニメ版 / CDブック版 / 少女コミックCDブックおもちゃ箱'93版）の順。おもちゃ箱版の鬼宿役・関俊彦と星宿役・松本保典はCDブック版でも続投。
- 朱雀・青龍・玄武周辺については（アニメ版 / CDブック版）の順
- 朱雀・青龍のPS2用ゲーム担当声優についてはゲームの項を参照。
- 白虎はアニメ版の声優。

### 現実世界
夕城 美朱（ゆうき みあか）
声 - 荒木香恵 / 日髙のり子 / 本多知恵子
演 - 橋本愛奈（舞台初演・朱雀編・青龍編） / 伊藤梨沙子（ネルケ版） / 田中れいな（朱ノ章・蒼ノ章）
年齢 - 15歳（第一部：中学3年生→第二部：高校1年生）
誕生日 - 5月12日、血液型 - B型
常に明るく大らかで前向き、食欲旺盛な主人公。四神天地書に吸い込まれた朱雀の巫女であり、朱雀七星士集めの旅に出る。両親は離婚しており、母と大学生の兄との3人暮らし。母の期待に応え、また唯と一緒に居たいとの思いから難関進学校・城南高校入学を目指して努力している。
大食いだが、料理は大の苦手である。
第二部では母が再婚。結局、城南高校は不合格だったが後悔は全くないようであり、唯と同じ進学先に進み、大学生の魏（鬼宿）と付き合っている。最終的には魏と結婚し、子供を儲けた。
当初はリボンを飾った二つ分けのお団子頭。リボンを奎介に託して以降は、髪型は一定していない。TVアニメ版では、奎介との媒体が自分の髪とシニヨンである。第二部では、ウエーブの掛かったロングヘア。
本郷 唯（ほんごう ゆい）
声 - 冬馬由美 / 山崎和佳奈
演 - 秋山ゆりか（舞台初演・朱雀編・青龍編） / 伊藤菜実子（ネルケ版） / 坂田しおり（朱ノ章） / 宮崎理奈（蒼ノ章）
年齢 - 15歳（第一部：中学3年生→第二部：高校1年生）
誕生日 - 10月26日、血液型 - AB型
もう1人の主人公で、美朱とは幼馴染み兼親友。成績優秀で常に堂々とした強気な美人。昔はロングヘアだったが、男子生徒にモテ過ぎて鬱陶しいからとショートカットにしている。美朱と共に本に吸い込まれた青龍の巫女。一度、すぐに現実世界に戻され、美朱の危機を救った際、不幸にも入れ替わりで再び、四神天地書に入り、降り立った倶東国で暴漢に襲われたが、すんでのところで心宿たちに救出された。
第二部では再び髪を伸ばし、常に左耳に心宿のピアスを身に付けている。美朱との仲はすっかり修復して同じ進学先に進み、哲也と交際中。
夕城 奎介（ゆうき けいすけ）
声 - 三木眞一郎 / 飛田展男
演 - 松浦温生（舞台初演・朱雀編・青龍編） / 坂本真一（蒼ノ章）
誕生日 - 1月3日、血液型 - O型
中国哲学を専攻する大学生で、美朱の兄。母の期待を一身に背負い、ひたすら抑圧されている妹の身を予てより案じていた。美朱に媒体（リボン）を託された、現実世界での唯一の通信相手であり、一番の協力者で唯と入れ替わる形で本編のストーリーテラーとして美朱を見守っていた。美朱が本に入ったことで目の当たりにした四神天地書の不思議に疑問を感じ、哲也を巻き込んで独自に調べ上げる。前向きで呑気。
第二部では魏の大学の先輩であり、同校で知り合った神代 魅（天罡と地煞四天王の項目参照）に惑わされる。
梶原 哲也（かじわら てつや）
声 - 成田剣 / 森川智之
演 - 松田陽平（舞台初演・朱雀編・青龍編）
誕生日 - 9月21日、血液型 - B型
奎介の友人。サングラスを掛け、おちゃらけた性格をしているが責任感は強い。コンパで奎介に一万円を貸している。奎介に協力した四神天地書の調査で奥田永之助の書簡を発見し、鈴乃と面会する。
第二部では唯の彼氏として、七星士たちの死を思い出して深い罪悪感に沈む唯を支える。
大杉 鈴乃（おおすぎ すずの）
声 - 中沢みどり
白虎の巫女。父親は高雄。四神天地書に吸い込まれたのは四正国での90年前で、婁宿とは相思相愛の仲であったが、白虎への願いで西廊国に留まることが叶わず、生死を共にすることを誓い合って現実世界に戻る。現在も存命であったため、四神天地書の情報を求めて訪ねて来た奎介たちにその経験を語るが、面会中に死亡する。四神天地書内の婁宿の死亡と同じタイミングであった。回想では、セーラー服姿の二つ分けしたお下げ髪の女学生。
白虎の侵食に打ち勝てるほど、精神力が強くおだやかな女性であった。
トキ
声 - 志賀克也
盛岡で鈴乃と暮らす僧侶。鈴乃とは血縁関係がないものの、自身の祖父が愛した彼女を『おばば』と呼び面倒を見ている。鈴乃から四神天地書について、そして彼女自身が白虎の巫女であることを聞かされていたが、全く信じていない。四神天地書の情報を求めて訪ねて来た奎介たちに余命わずかとなった鈴乃と面会させる。面会中に死亡した鈴乃が若返った姿で霊魂となり、四神天地書内で死亡し現実世界に現れた婁宿と結ばれたことで、一連の件を信じるようになった。
OVA1では盛岡を訪れた美朱たちに鈴乃と多喜子の墓を案内する。
奥田 多喜子（おくだ たきこ）
声 - 田中敦子（OVAのみ）/ 雪野五月（玄武開伝）
玄武の巫女。四正国での200年前に現れて玄武を召喚し、北甲国に永遠の平和をもたらした後、神座宝として首飾りを残して現実世界へ帰ったと伝えられている。現実世界では大正時代の女学生であったが、奎介たちが調べ上げた現代の記録によれば、本から戻った後に永之助により刺殺されたとされている。回想では、袴姿のハイカラさんスタイルの少女。
奥田 永之助（おくだ えいのすけ）
声 - 仲野裕 / 大川透（玄武開伝）
大陸で発見した謎の経典―四神天地之書の魅力に取り憑かれ、大正時代に日本語版を訳出した人物。大杉高雄に宛てた手紙などから、娘が四神天地書に吸い込まれた上、玄武に体を蝕まれたことを深く悔いていたことなどがうかがえ、当時の記録では多喜子を刺殺した後に自殺したとされている。
榊 真夜（さかき まよ）
声 - 野田順子
ふしぎ遊戯 外伝7〜8 －永光伝－及びOVA3の主人公で、朱雀の二代目巫女。魏に好意を抱いていた。魏と美朱の会話から四神天地書の存在を知り、美朱に対する嫉妬が暴走。魏と美朱の仲を無にしようと、自ら四神天地書の世界へ旅立つ。その後、朱雀の巫女としてのさまざまな経験を経て真実を知り、自身の過ちに気付いて美朱とも和解する。

### 朱雀 紅南国（こうなんこく）
朱雀を守護神とし、四正国の内南に位置する温暖気候の国。皇帝の治世が行き届いているためか、四正国の中では比較的治安が良い。しかし近年では倶東国の軍事的脅威に晒されている。首都は栄陽（えいよう）。朱雀の象徴色は朱。そのため、朱雀七星士の体に出る文字の色は赤色。朱雀七星士は全員男である。
鬼宿（たまほめ） / 琮 鬼宿（そう きしゅく）
声 - 緑川光 / 関俊彦
演 - 平野良（舞台初演・朱雀編・青龍編・朱ノ章・蒼ノ章） / 喜矢武豊（ネルケ版）
字 - 「鬼」の字で額
年齢 - 17歳、身長 - 180cm
誕生日 - 6月28日、血液型 - O型
美朱と唯が街中で絡まれていたところを助けた、朱雀七星士。現実の服を着せ整えると並の芸能人よりいい男（奎介談）。
弟2人妹2人の5人兄弟の長男。家族思いで、病弱な父に代わって幼い弟妹たちを養おうと都によく出稼ぎに来ているために大変な守銭奴だが、朗らかな気の良い青年。母が末妹を出産した後に他界したので、特に末妹を可愛がっている。額に浮かぶ鬼の字が原因で幼い頃は（鬼の単語が意味する）“おばけちゃん”と呼ばれ馬鹿にされており、それを見兼ねた奎宿（白虎 西廊国の項目参照）から教わった拳法を得意とする。後に太一君から、気を放つ技を与えられる。第一部終盤で青龍の力を得た唯により朱雀の力を封印されるが、唯の2つ目の願いにより唯と共に現実に戻る事になった美朱に強い想いでしがみついて現実へ行く事になり、そこで自身が本の中の作られた人物だと知る。
唯の三つめの願いで朱雀の力を取り戻して心宿を倒した後、宿南魏として現実世界に転生し美朱と結ばれる。
宿南 魏（すくなみ たか）
年齢 - 18歳（誕生日、身長、血液型は鬼宿と同じ）
鬼宿が現実世界に転生した姿。後輩として奎介と同じ大学に入学したことで見出され、美朱と再会した。現在は一人暮らしだが田舎の家族は両親と弟1人、妹1人。今でもお金が大好きでバイトに精を出しては、部屋に小銭の瓶詰めを着々と増やしている。鬼宿だったころの記憶がところどころ抜け落ちている。
星宿（ほとほり） / 彩賁帝（さいひてい）
声 - 子安武人 / 松本保典
演 - 植野堀まこと（舞台初演） / 末野卓磨（朱雀編・青龍編） / 山本一慶（ネルケ版） / 前山剛久（朱ノ章） / 谷佳樹（蒼ノ章）
字 - 「星」の字で左の首筋
年齢 - 18歳、身長 - 182cm
誕生日 - 4月2日、血液型 - A型
朱雀七星士にして英明且つ誠実な、紅南国の皇帝。剣を使った戦闘を主に得意とし、後には太一君から神剣を授かる。女性と見紛うほどの美形で、極度のナルシスト。権力争いの関係で母親から厳しい幼少期を送らされており、そんな中で聞いた朱雀の巫女という存在に心の拠り所を得ていた。実際に出会ってからも美朱自身の朗らかさに心癒され求婚するが、美朱と鬼宿の想いの強さを認め、二人の幸せを側で見守り、后・鳳綺を娶る。倶東国の軍勢が攻め寄せる中、七星士としての能力を封じられたまま赴いた戦場で、心宿と戦い殉死する。劇中未登場だが、異母兄弟が数名いる。
第二部では戦いが終わった後も何故か転生出来ず、霊魂として他の戦死した七星士たちと共に太極山に身を寄せている。鳳綺との間に跡取りを一人授かっており、それを知った後はかなりの親バカぶりを見せていた。
柳宿（ぬりこ） / 迢 柳娟（ちょう りゅうえん）
声 - 坂本千夏 / 高山みなみ
演 - 宮地真緒（舞台初演・朱雀編・青龍編・朱ノ章・蒼ノ章） / 染谷俊之（ネルケ版）
字 - 「柳」の字で左胸元
年齢 - 18歳、身長 - 166cm
誕生日 - 3月10日、血液型 - B型
星宿の後宮で暮らしていた朱雀七星士。左目の下に泣きぼくろがある。自身の数倍はある岩をも軽々と持ち上げられる、怪力の持ち主。太一君から力を増幅させる腕輪を授かり、本気になると腕輪は手甲に変化する。美女然としてはいるが青年で、女装は馬車に轢かれた妹―康琳（こうりん）の死と決別出来ずにいた故でもあるが、後宮入り自体を康琳としてしているからでもある。
当初は想いを寄せる星宿が惹かれていたため、何かと美朱を虐めていた。しかし良き友人を経て最期には男として美朱を想うようになるも、やがては鬼宿との仲を応援する一番の相談相手として2人のどちらからも頼られる存在となる。玄武の神座宝が納められていた黒山で殿として、尾宿と1人戦い致命傷を負いつつも勝利し、責任感より最期の力で入口を塞いでいた大岩を退けて力尽きた。
第二部では他の七星士同様何故か転生出来ず、星宿らと共に霊魂として太極山に身を寄せているが、力を発揮する時のみ美朱たちに触れられる。
井宿（ちちり） / 李 芳准（り ほうじゅん）
声 - 関智一 / 山口勝平
演 - 矢吹卓也（舞台初演・朱雀編） / 関義哉（青龍編） / 古川裕太（ネルケ版） / 橘龍丸（朱ノ章） / 葉山昴（蒼ノ章）
字 - 「井」の字で右膝
年齢 - 24歳、身長 - 175cm
誕生日 - 5月21日
変身や分身・瞬間移動など多様な術を誇る、最年長の朱雀七星士。それ故に、何かと朱雀七星士たちのフォローやストッパー、相談役になりがち。後に太一君から、術の力を高める首飾りを授かる。通常時の語尾は『〜なのだ』であり、声も甲高くよく二頭身になる僧侶。糸目だが実は仮面であり、素顔は美形で、真面目・深刻な話の折には仮面を外すことが多い。かつて大洪水に遭って親友を含め家族や近しい人全てを失った天涯孤独の身で、その際に自身も顔に傷を負っており、仮面は傷を見る者に不快感を与えないための配慮である。
第二部では、朱雀七星士の数少ない生き残り。天罡の放った地煞四天王の一人が因縁の親友であり、洪水に流される親友は助けられなかったのか、婚約者を寝取られた恨みから見捨てたのではないかという自責の念に、再び苦しむことになる。
翼宿（たすき） / 侯 俊宇（こう しゅんう）
声 - 林延年 / 矢尾一樹
演 - 小澤亮太（舞台初演） / 伊﨑央登（朱雀編） / 小谷嘉一（青龍編・朱ノ章） / 碕理人（ネルケ版） / 薫太（蒼ノ章）
字 - 「翼」の字で右腕
年齢 - 17歳、身長 - 178cm
誕生日 - 4月18日、血液型 - B型
ハリセン状の武器鉄扇による炎攻撃を操る朱雀七星士。太一君により鉄扇は金剛石のように輝く立派なものへと変化した。紅南国の関西弁を使う厲閤山（れいかくざん）の山賊の頭の最有力候補で、通称は幻狼（げんろう）。朱雀七星士の務めを果たすため、跡目（山賊の頭）は幼馴染みである親友の攻児に譲った。喧嘩っ早い熱血漢。男気に溢れ、情に厚く涙脆いお人好し。その裏表のない性格から、素直すぎる空気を読まない発言をしては柳宿にどつかれる。女傑揃いの女系一家で育ったためか、やや女性が苦手。
第二部では、朱雀七星士の数少ない生き残りとして美朱と魏の石探しの旅に同行するうち、美朱を意識した部分を飛皋に欲望として増幅され、利用される。両親と姉が五人いる（作中には姉は一人・愛瞳のみ登場）。
軫宿（みつかけ） / 妙 寿安（みょう じゅあん）
声 - 石井康嗣 / 小杉十郎太
演 - 中村康介（舞台初演・朱雀編・青龍編） / 広瀬友祐（ネルケ版） / 滝川英治（朱ノ章） / 小笠原健（蒼ノ章）
字 - 「軫」の字で左掌
年齢 - 22歳、身長 - 199cm
誕生日 - 5月7日、血液型 - O型
朱雀七星士一の大柄かつ寡黙な、唯一の治癒能力の使い手。治癒能力は自身の体力・精神力を酷使するため、一日に一回が限度。太一君から授かった聖水は、浸けた手で治療すると服まで再生し、飲むと体力・回復力を向上させる。名医と持て囃され、遠方への診察も請け負ったことで最愛の人の発病に間に合わず病死させたことに絶望し、人里離れた山深くで糸目の猫―たまと共に隠棲していた。戦場にて、青龍七星士たちとの戦闘での傷を抱えながら、最期の力で死んだ恋人と同名の赤子を治癒して命尽きる。
アニメでは、赤子を救えず仲間も救えずと己の無力さに嘆くも、在るだけの気を与えればと最期の力を振り絞り周囲の患者等を治療する。
第二部ではやはり霊魂のみの存在になっているが、治癒の力は健在である。
張宿（ちりこ） / 王 道煇（おう どうくん）
声 - 川上とも子 / 折笠愛
演 - 富田大樹（舞台初演・朱雀編・青龍編・朱ノ章・蒼ノ章） / 未来（ネルケ版）
字 - 「張」の字で左足の甲
年齢 - 13歳、身長 - 148cm
誕生日 - 3月19日、血液型 - A型
朱雀七星士中最年少ながら、優秀な成績で科挙に合格した少年。七星士としての能力の知力や冷静な言動は字が出ている間だけのもので、その制御ができないという不安定な状態。普段は臆病な泣き虫のおっとりとした性格で、小柄な体型。七星士集めの噂を耳にはしていたが、字の出ない時期が長く続き、恐怖心からなかなか名乗りを挙げられずにいた。本人は字の出た時と、そうでない時のギャップに非常にコンプレックスを覚え、男らしさに憧れている。太一君からは巻物を授かる。字が消えていた隙に箕宿に体を乗っ取られ、これを滅しようと自ら命を絶つ。
第二部では既に故人であり、何故か転生が出来ない。年老いた母に兄が1人おり、兄は張宿の死後に結婚している。
たま
声 - 冬馬由美
軫宿の連れている猫。名付け親は美朱。単独行動をする美朱に一時付いていた折のことを、鬼宿にジェスチャーで伝えようとする等の器用さを持つ。原作第一部のギャグ担当。
攻児（こうじ）
声 - 関智一
翼宿の幼馴染で親友の厲閤山の山賊。明るい性格で、翼宿同様に関西弁で話す。毎度「ごめんください。どなたですか？〇〇ためにやってきた攻児です。それはよういらっしゃいました。お入りください。ありがとう。」と1人で言いながら登場する。先代頭の死後、山賊を強引に支配していた睿俔を良く思っておらず、次期頭の最有力候補であった翼宿の帰りを待ち望んでいた。旅から帰ってきた翼宿と美朱たちの協力で睿俔は失脚し、朱雀七星士として旅に帯同することとなった翼宿から山賊の頭を託される。
第一部終盤では、青龍七星士との戦闘で劣勢に立たされていた朱雀七星士たちの前に山賊たちと共に駆けつけ、彼らを助けた。
睿俔（えいけん）
声 - 緒方賢一
スケべ気質で大柄な体型の厲閤山の山賊。翼宿、攻児同様に関西弁で話す。先代頭の死後、次期頭の最有力候補である翼宿が不在であったため、強引に頭を名乗って山賊たちを支配している。旅から帰ってきた翼宿と美朱たちの協力によって頭の座を降ろされる。
少華（しょうか）
声 - 榊原良子
演 - 折井あゆみ（朱雀編） / 栗生みな（朱ノ章）
キスすることで死人を蘇生させられる女性。村を出ると、その能力を失ってしまう。
実は軫宿の最愛の幼馴染であり、人間としては一年前に既に死亡していたが、自身を取り殺した病魔に死後も利用され続ける。蘇生の力も、死体を操ってそう見せかけているだけであった。最終的には軫宿の能力により病魔を払われ二度目の死を迎えるも、軫宿にもう一度出会えたことに満足していた。
鳳綺（ほうき）
声 - 坂本千夏 / 高山みなみ
星宿の后で、柳宿にそっくりの美人。後に跡取りの皇子を生むが、夫を失った心労で口を閉ざす。
芒辰（ぼうしん）
声 - 矢島晶子
星宿と鳳綺の息子であり、紅南国の次期皇帝。母親と同じように言葉を発さない。
迢 呂候（ちょう ろこう）
声 - 井上和彦
柳宿の兄で、着物屋の店主。容姿は柳宿によく似ているが、性格は非常に気弱。生前は柳宿を頼りにしていたため、彼の死後もなお依存している。

### 青龍 倶東国（くとうこく）
青龍を守護神とし、四正国の内東に位置する軍事大国。その国風と現皇帝が暴政を敷いていることから国内では内乱が絶えず、治安も非常に悪い。首都は春封（しゅんふう）。青龍の象徴色は青。そのため、青龍七星士の体に出る文字の色は青色。
心宿 （なかご） / アユル
声 - 古澤徹 / 置鮎龍太郎
演 - 寿里（舞台初演・朱雀編・青龍編・朱ノ章） / 吉岡佑（ネルケ版） / 輝馬（蒼ノ章）
字 - 「心」の字で額
年齢 - 25歳、身長 - 193cm
誕生日 - 11月17日
青龍七星士にして倶東国将軍であり、国内の兵力の大部分を掌握している。剣術、拳法、気功にまで長け、武人としても策略家としても優秀な青年。幼い頃から邪教とされる信仰を持つ流浪の異民族であるとして迫害を受け、ある日襲ってきた兵を前に初めて七星士としての力に目覚めたものの、敵兵はおろか、強大過ぎるその力で母親をも殺めてしまう。七星士保護の名目で連れて行かれた宮殿でも、その金髪碧眼から倶東国皇帝の慰み者であった。そんな経歴により世界全てを憎悪しており、倶東国や唯の忠臣と見せ掛けて自己のために青龍召喚を狙っている。唯への服従は表向きであり、自分以外の者は仲間である青龍七星士ですら信用していない。しかし自らを慕い、境遇の上でも自分と重なる房宿とは躰だけの関係かに見えたが、実は自覚なしに心を許していたようであり、彼女が自分を庇って死んだ際には動揺を見せていた。
後に現実世界での鬼宿との戦いの末、胸を貫かれ死亡。死の間際には母と房宿の姿を見た。常に身につけていたピアスは唯へ贈られて媒体となり、やがて後作では神座宝となった。第二部でも防御壁を作り、唯を守ることになる。
作者の一番のお気に入りであり、短編パロディ『心宿しっかりしなさい！』二編の主人公。
亢宿（あみぼし） / 武 亢徳（ぶ こうとく）
声 - 上田祐司 / 岩永哲哉
演 - 斉藤祥太（舞台初演） / 桑野晃輔（朱雀編） / 林明寛（青龍編） / 澤田怜央（ネルケ版） / 服部翼（朱ノ章） / 松岡卓弥（蒼ノ章）
字 - 「亢」の字で右肩
誕生日 - 8月26日、血液型 - A型
角宿の双子の兄で、青龍七星士。弟思いの優しい性格。笛を媒介にして口から気を発し、美しい音色で人を穏やかにさせる一方、発狂させ殺すことも出来る。張宿を騙って美朱一行に近付き、朱雀招喚を失敗に追い込んだ。追い詰められて川に転落し死亡したと思われていたものの、それを助けた老夫婦の亡くなった息子の代わりとして、懐可（かいか）という名で新たな生活を送っていた。
その優しい性格から青龍よりも朱雀陣営にシンパシーを感じており、危機に陥った美朱を守るため、戦いに復帰。体を張った戦いで辛くも氐宿を討ち取るが、最終的にはその身を案じた角宿により瀕死だったところへ忘却草を飲まされ、全ての記憶を消される。懐可としての新生活中にも、現実で戦死した角宿を無意識に感じ取り涙した。青龍七星士唯一の生き残り。
OVAにおいては、危機に陥った唯を助けたいと望んだ弟の願いを叶えるべく、角宿の魂をその身に降臨させる。
角宿（すぼし） / 武 俊角（ぶ しゅんかく）
声 - 上田祐司 / 岩永哲哉
演 - 斉藤慶太（舞台初演） / 桑野晃輔（青龍編） / 前田隆太朗（蒼ノ章）
字 - 「角」の字で左肩
誕生日 - 8月26日、血液型 - A型
亢宿の双子の弟で、青龍七星士。暗器・流星錘を使って攻撃する。幼くして両親を失い、兄と2人で苦労して育ったことで、兄のためなら人殺しさえ厭わない、猪突猛進型。兄と比べて精神的に幼い分、残酷な一面があり、心宿の入れ知恵から鬼宿の家族を惨殺した。兄以外で初めて優しく接してくれた唯に、仄かな恋心を寄せていた。唯に貰った制服のリボンを媒体に現実世界へ出現するが、鬼宿に敗れて戦死。
アニメでは、唯により現実に呼ばれて美朱を抹殺しようと鬼宿を追い回して戦闘になるが、鬼宿の死んだ弟妹による強い念に押さえつけられているうちに、自ら放った流星錘によって自滅する。
房宿（そい） / 白 花婉（はく かえん）
声 - 田中敦子 / 折笠愛
演 - 宮﨑麗香（舞台初演） / 八代みなせ（青龍編） / 花奈澪（蒼ノ章）
字 - 「房」の字で左太腿
年齢 - 19歳
誕生日 - 10月30日、血液型 - O型
雷を操る青龍七星士。心宿とは房中術で気の力を注ぐのに、度々躰の関係を持っている。幼い頃に娼館から脱走し、連れ戻されようとした際に心宿に助けられて以来、彼を慕っている（結局娼館に連れ戻され、娼婦となる）。心宿の前と鎧を身に纏う戦闘時では言葉遣いも異なり、最後は心宿を庇って討たれる。当初はマントで全身を隠していたが、切れ長の目に長身、長い髪を横で一つに結い上げ、ミニ丈のワンピースの上から鎧に身を包んでいた。心底では、美朱のことを認めている。
氐宿（とも） / 羅軍
声 - 飛田展男
演 - 田邉明宏（舞台初演・青龍編） / 木田健太（蒼ノ章）
字 - 「氐」の字で右下腹部
誕生日 - 10月13日、血液型 - AB型
蜃という貝を使って幻覚を見せる能力を持ち、鞭も扱う青龍七星士。貝に複写した他人の記憶を、後に上映することもできる。幼いころに旅の劇団一座で育ったため、独特の美意識を持った派手な隈取りの化粧を常時している。実は美形。心宿を慕う男色家。美朱を助けた亢宿を殺そうとして、角宿に殺害される。
OVA第一部で復活し、美朱たちに挑戦するが、皮肉にも慕っていた心宿によって阻まれる。
尾宿（あしたれ）
声 - 大友龍三郎 / 古田信幸
演 - 來河侑希（舞台初演） / 保土田充（青龍編） / 宮川智之（蒼ノ章）
字 - 「尾」の字で右腰
誕生日 - 11月21日
巨体から繰り出す怪力と、鋭い爪と牙での攻撃が主な青龍七星士。狼の血が流れる人間で、獣のような姿から見世物にされていたところを、心宿に拾われる。柳宿との戦いで、人間としては死亡するが狼の部分で蘇り、美朱が手にしていた玄武の神座宝を掠め盗って心宿の元へ戻ったものの、その場で殺される。
箕宿（みぼし）
声 - 中沢みどり
演 - 高橋里央（舞台初演） / 青山太久（青龍編） / 深澤恒太（蒼ノ章）
字 - 「箕」の字で襟首
誕生日 - 12月4日
何年も昔から他人の体に憑依し、魂だけで生き続けてきた邪法使いの青龍七星士。美朱たちと出会った時は大寺院の法王で、外見は赤子。張宿に憑依したが彼の精神力に負け、諸共に落命させられる。

### 白虎 西廊国（さいろうこく）
白虎を守護神とし、四正国の内西に位置する、砂漠などが北アフリカ〜中東を思わせる国。白虎の象徴色は白。そのため、白虎七星士の体に出る文字の色は白。90年前に白虎召喚に成功している。
婁宿（たたら） / カサル＝ツォニェ
声 - 山野井仁
演 - 藤宮潤（舞台初演） / 紅葉美緒（青龍編） / 及川洸（蒼ノ章）
字 - 「婁」の字で右手の甲
誕生日 - 3月21日、血液型 - A型
植物を操る白虎七星士。鈴乃とは相思相愛の仲だったが、鈴乃と本の世界で共に生きることが叶わなかったため、昴宿の術で肉体の時間を止めて、神座宝を守り続けている。廟を出ると急激に加齢し、寿命を一気に縮める。長い黒髪をお下げにした、褐色の肌の優しげな美青年。
昴宿（すばる） / ドゥリン＝ハム
声 - 土井美加
字 - 「昴」の字で左胸
誕生日 - 5月1日、血液型 - O型
奎宿の妻で、白虎七星士の老婆。時間を操ることが出来るため、短時間だけ奎宿共々若返って戦闘に加わった。普段は上半分をシニヨン、下半分の解き髪を緩やかに波打たせている。若かりし頃はかなりのセクシー美人で、爆乳のナイスバディ。
奎宿（とかき） / ランヴァ＝ハム
声 - 石井康嗣 ・ 青年期 志賀克也
字 - 「奎」の字で左頬
誕生日 - 11月11日、血液型 - B型
昴宿の夫で、鬼宿の武術の師匠でもある白虎七星士の老人。能力は瞬間移動で、イヤリングを使い攻撃する。若い頃は褐色の肌をした精悍な顔立ちの美青年でかなり遊んでいたらしく、今でも女好き。妻を『かあちゃん』と呼ぶ。

### 玄武 北甲国（ほっかんこく）
玄武を守護神とし、四正国の内北に位置する最も広大な国。首都は特烏蘭（トウラン）。国土のほとんどが殺伐とした荒野や山だが、資源が豊富。モンゴルをイメージしている。玄武の象徴色は黒。そのため、玄武七星士の体に出る文字の色は黒く、光り輝く時は銀色。200年前の玄武召喚により、永遠の平和が約束された国である（詳しくはふしぎ遊戯 玄武開伝の項目を参照）。
虚宿（とみて） / チャムカ＝ターン
声 - 岩永哲哉 / 堀川亮
演 - 長谷川太紀（舞台初演） / 小野賢章（青龍編） / 高根正樹（蒼ノ章）
字 - 「虚」の字で左肩甲骨上
年齢 - 享年16歳、身長 - 173cm
誕生日 - 2月14日
氷を操る能力の持ち主で、弓の名手でもある玄武七星士。死後も霊体として斗宿と共に、黒山の氷の洞窟で神座宝を護り続けていた。美朱を巫女として認めた後、神座宝を託し、あの世へと帰って行った。当初は気性の荒い態度で朱雀の面々に接したが、美朱を巫女と認めると柔和な態度をとるようになった。
斗宿（ひきつ） / エムタト＝チェン
声 - 檜山修之 / 辻谷耕史
演 - 堤隼人（舞台初演） / 前内孝文（青龍編） / 川﨑優作（蒼ノ章）
字 - 「斗」の字で眼帯で隠された右目
年齢 - 享年21歳、身長 - 184cm
誕生日 - 12月16日
水と氷の術を使う玄武七星士。死後も霊体として虚宿と共に、黒山の氷の洞窟で神座宝を護り続けていた。美朱を巫女として認めた後、神座宝を託す。

### 天罡と地煞四天王
原作第二部（OVA2）の敵。
天罡（てんこう）
声 - 小杉十郎太 / 塩沢兼人
飛鳥時代に四神により、高松塚古墳に封印された魔人。地煞四天王を配下に、全てを我が物としようと企み、四神天地書の力を狙い、魏の鬼宿としての記憶を利用して復活を図る。心宿の民族が信仰していた邪教の神で、第一部では心宿と内通していた。
斂芳（れんほう） / 現代名：祀行 斂（しぎょう れん）
声 - 石田彰
地煞四天王の一人で、美朱のクラスに編入してきた美少年。高校の人間たちを操って美朱を貶め、魏や唯たちから引き離そうとしていた。美朱と魏の持っていた朱雀の巻物に縛られたことで瀕死となり、魅嵩が匿っていたが、その後に諸共に天罡により消滅させられた。実はかつて姉と恋仲になり、禁忌を侵したとして追い詰められ、人としてはとうに命を落としていた。
魅嵩（みいすう） / 現代名：神代 魅（かみしろ みいる）
声 - 天野由梨
地煞四天王の一人で、斂芳の姉。魏と美朱の仲を引き裂くため、大学で魏や奎介に近付く。魔物を体に寄生させることで、他人を操る。天罡を信じて従っていたが、最終的には天罡に良い様に利用された挙句、斂芳共々消滅させられた。斂芳と同じく、人間としての命は既に落としている。
旱鬼・飛皋（かんき・ひこう）
声 - 高木渉
地煞四天王の一人であり、井宿が婚約者を奪われた怒りから殺したと語った、親友その人。実は婚約者のことは、親友の横恋慕であった。水を操り、その水で人の理性を奪ったり、心の奥の闇を引き出すことが出来る。最期は井宿と和解して、水に還った。
俑帥（ようすい）
声 - 遠近孝一・緑川光
地煞四天王の一人。糸を操り、捉えた人間を傀儡に変えることができる。その正体は、魏から抜け落ちた鬼宿の記憶の石が入れられた人形であり、鬼宿が魏に転生する以前の記憶と力を全て持つ。最期は鬼宿を受け入れた魏と融合し、消滅。

### 太極山
太一君（たいいつくん）
声 - 京田尚子 / 水原リン
演 - 舞香（舞台初演・朱雀編） / 藤宮潤（青龍編・朱ノ章） / 小島ことり（蒼ノ章）
極一部の者だけが辿り着ける太極山に住む、四神天地書の世界を見守っている仙人であり、天帝。巫女と七星士を導く存在。普段は老婆の姿をとり、しかも気に入っている。
娘娘（にゃんにゃん）
声 - 氷上恭子(TVアニメ) / 川上とも子(OVAのみ)
太一君と太極山に住む、幼女姿の女神。分身の術を心得ており、太一君に代わり美朱たちの手助けをすることもある。

### ゲームのオリジナルキャラクター
鳳 まどか（おおとり まどか）
ゲーム『ふしぎ遊戯 朱雀異聞』の主人公。朱雀の巫女。
氷室 深咲（ひむろ みさき）
声 - 小野涼子
ゲーム『ふしぎ遊戯 朱雀異聞』における主人公の幼馴染。青龍の巫女。

## 用語
四正国
四神天地書の中の、古代中国に似た世界。南の朱雀が守護する紅南国（こうなんこく）と東の青龍が守護する倶東国（くとうこく）に、北の玄武が守護する北甲国（ほっかんこく）と西の白虎が守護する西廊国（さいろうこく）の四大国、そして他の小国から成る。現実世界よりも時間の流れが早いが規則性は特に無い（例えば四神天地書に『3日後』といった記述が出れば現実では数秒のうちに3日が過ぎる等）。
四神の伝説
東西南北の四大国に、『国滅亡の危機に異界より一人の娘が現れ、巫女として七星士と共に神獣の力を得て国を救う』もの。
- 本に選ばれ吸い込まれた現実世界の少女は、いずれかの四神の巫女の役割を否応なく担う。
- 神獣召喚の儀式は、身を清めた処女なる巫女が七星士全員の居並ぶ中、それぞれの神獣を召喚する独自の詞を読み上げ、巻物―四神天地之書を火にくべる。原則、この4つの条件の内にどれか1つでも欠落があると成功しない（神座宝の項目参照）。詞を読み上げている間、巫女には足元から順に、自身の七星士の文字が対応するそれぞれの場所に現れる。
- 神通力を使用する際には、巫女の額にはそれぞれの四神の紋章が現れるが、願いを叶える度に巫女の身体は神獣に蝕まれ、その神獣の特徴が体に現れる。
- 巫女とは生贄であり、その命と引き換えに神獣は願いを叶えるため、「願いを叶える毎に、神獣に喰われていく」。強い精神力があれば、死なずに済むらしい。
- 神獣の神通力を手に入れた巫女は、どんな願いも3つだけ叶えられる。ただし死者を生き返らせることと巫女を四正国に留まらせる願いだけは叶わないため、恋仲になったものの添い遂げられなかった巫女と七星士も存在する。

七星士
巫女を守り、神獣を招喚するために選ばれた者。各四神に七星士が各7名で、理論上は一時に28名まで存在することが可能な筈だが、現在確認されている最大出現数は朱雀と青龍の14名。気功術や身体能力の飛躍的な向上などの後天的な場合や、生まれながらにであったり種族的なものであったりと事情は様々だが、それぞれに個別の特殊な能力が与えられる。対応する四神の七宿の内、自身の星宿を表す一文字が一つだけ体のどこかしらに現れ、パワーアップするにつれて文字は行書体になる。
神座宝
神獣を召喚すると、その時巫女が身に付けていた装身具が神力を宿して神座宝となる。神獣の召喚時に神座宝があれば、成功条件に欠落があっても召喚が可能。唯は七星士の死を、玄武と白虎の神座宝で補い、青龍を召喚した。
- 玄武 - 玄武召喚時、多喜子が身に付けた首飾り。
- 白虎 - 白虎召喚時、鈴乃が持っていた鏡。
- 青龍 - 青龍召喚時に、唯が身に付けていた心宿の耳飾り。
- 朱雀 - 朱雀召喚時、美朱が身に付けていた鬼宿との結婚指輪。

媒体
巫女となった少女が、本の内と外を行き来する目印となる“肌身離さず身に着けている同質のもの”のこと。これを持ち合う者同士なら本の内と外で別れても、現実で文章を追い掛けている者が本書へ強く呼び掛けると、稀に念話で遣り取りすることができるようになる。ただし、所持しているお互いの絆が強くなければ同じものを持っていたとしても意味を成さないので、序盤での美朱と唯の中学の制服は、在学生全員と繋ぐ訳ではない。中盤からは美朱と奎介が、美朱のお団子頭に飾っていたリボンで繋がりを持つようになる。
四神天地之書と四神天地書
現実世界においては、前者が中国に伝わる経典。後者はその経典を元に、奥田永之介が大正時代に日本語訳した和綴じの、美朱たちが図書館の立ち入り禁止区域で見付けた古ぼけた本。第二部では既に飛鳥時代、秘密裏に唐から伝来している。本の中では、前者は神獣召喚の詞が記された、四大国各王家に代々伝わる巻物で神獣召喚時の必需品。
現実世界での永之介版は、基準は不明だが少女のみを選んで吸い込む呪われた本。少女を得たと同時に四神いずれかの巫女として認定し、序文以外は完全白紙化、以降は少女の言動や心情・見聞を中心に関係者のことまでが本の中・外の区別なく全て勝手に文章としてページに浮かび上がるようになる。よって元の永之介の和訳は勿論、前巫女たちの記録も全ては次の巫女が出た時点で新しく書き換えられてしまうので、永之介から高雄への遺書などで独自に調査する以外、前巫女たちについて本書だけで知ることはできない。裁断や焚書も跳ね返し、投棄しても神獣を呼び出すまでは巫女の元に、召喚後は新たな少女の前にさり気なく現れるという神出鬼没振り。

## 書誌情報

### 単行本
- 渡瀬悠宇 『ふしぎ遊戯』 小学館〈フラワーコミックス〉、全18巻[4]
  1. 1992年5月26日発売、ISBN 4-09-134351-1
  2. 1992年8月21日発売、ISBN 4-09-134352-X
  3. 1992年11月26日発売、ISBN 4-09-134353-8
  4. 1993年1月26日発売、ISBN 4-09-134354-6
  5. 1993年4月26日発売、ISBN 4-09-134355-4
  6. 1993年7月26日発売、ISBN 4-09-134356-2
  7. 1993年10月26日発売、ISBN 4-09-134357-0
  8. 1994年1月26日発売、ISBN 4-09-134358-9
  9. 1994年4月26日発売、ISBN 4-09-134359-7
  10. 1994年7月26日発売、ISBN 4-09-134360-0
  11. 1994年10月26日発売、ISBN 4-09-136221-4
  12. 1995年1月26日発売、ISBN 4-09-136222-2
  13. 1995年4月26日発売、ISBN 4-09-136223-0
  14. 1995年7月26日発売、ISBN 4-09-136224-9
  15. 1995年10月26日発売、ISBN 4-09-136225-7
  16. 1996年1月26日発売、ISBN 4-09-136226-5
  17. 1996年4月25日発売、ISBN 4-09-136227-3
  18. 1996年7月26日発売、ISBN 4-09-136228-1

### 完全版
- 渡瀬悠宇 『ふしぎ遊戯 完全版』 小学館〈フラワーコミックス〉、全9巻
  1. 2001年10月発行、ISBN 4-09-138731-4
  2. 2001年10月発行、ISBN 4-09-138732-2
  3. 2001年11月発行、ISBN 4-09-138733-0
  4. 2001年12月発行、ISBN 4-09-138734-9
  5. 2002年1月発行、ISBN 4-09-138735-7
  6. 2002年2月発行、ISBN 4-09-138736-5
  7. 2002年3月発行、ISBN 4-09-138737-3
  8. 2002年4月発行、ISBN 4-09-138738-1
  9. 2002年5月発行、ISBN 4-09-138739-X

### 文庫版
- 渡瀬悠宇 『ふしぎ遊戯』 小学館〈小学館文庫〉、全10巻
  1. 2003年8月9日発売[5]、ISBN 4-09-191511-6
  2. 2003年8月9日発売[6]、ISBN 4-09-191512-4
  3. 2003年9月13日発売[7]、ISBN 4-09-191513-2
  4. 2003年9月13日発売[8]、ISBN 4-09-191514-0
  5. 2003年10月15日発売[9]、ISBN 4-09-191515-9
  6. 2003年10月15日発売[10]、ISBN 4-09-191516-7
  7. 2003年11月15日発売[11]、ISBN 4-09-191517-5
  8. 2003年11月15日発売[12]、ISBN 4-09-191518-3
  9. 2003年12月13日発売[13]、ISBN 4-09-191519-1
  10. 2003年12月13日発売[14]、ISBN 4-09-191520-5

### 小説
- 渡瀬悠宇（原作・イラスト） / 西崎めぐみ（著） 『ふしぎ遊戯 外伝』 集英社〈パレット文庫〉、全13巻
  1. 「－幻狼伝－」1998年3月発行、ISBN 4-09-420773-2
  2. 「－昇龍伝－」1998年3月発行、ISBN 4-09-420774-0
  3. 「－雪夜叉伝－」1998年3月発行、ISBN 4-09-420775-9
  4. 「－流星伝－」1998年3月発行、ISBN 4-09-420776-7
  5. 「－朱雀悲伝－」1998年3月発行、ISBN 4-09-420777-5
  6. 「－青藍伝－」1998年3月発行、ISBN 4-09-420778-3
  7. 「－永光伝 上巻－」1998年3月発行、ISBN 4-09-420779-1
  8. 「－永光伝 下巻－」1998年3月発行、ISBN 4-09-420780-5
  9. 「－朱玉伝－」1998年3月発行、ISBN 4-09-420789-9
  10. 「－逢命伝－」1998年3月発行、ISBN 4-09-420790-2
  11. 「－優愛伝－」1998年3月発行、ISBN 4-09-420821-6
  12. 「－三宝伝 上巻－」1998年3月発行、ISBN 4-09-420822-4
  13. 「－三宝伝 下巻－」1998年3月発行、ISBN 4-09-420823-2

### イラスト集
- 『不思議遊戯 - 渡瀬悠宇イラスト集』1995年5月発行、ISBN 4-09-199701-5
- 『ふしぎ遊戯 ANIMATION WORLD - 渡瀬悠宇イラスト集 Part2』1996年2月発行、ISBN 4-09-199702-3

## テレビアニメ
1995年4月6日から1996年3月28日までテレビ東京系でアニメ化された。毎週木曜日18時00分から18時30分に放送。全52話。
ほぼ原作通りの進行だが、原作では奎介による美朱への説明のみだった盛岡行きの様子や、鈴乃と婁宿が同時に亡くなるシーンが追加されるなどの相違点も多数ある。

### スタッフ
- 原作 - 渡瀬悠宇（小学館文庫刊）[15]
- 監督 - 亀垣一[15]
- シリーズ構成 - 浦沢義雄[15]
- キャラクターデザイン・各話エピローグ総作画監督- 本橋秀之
- 美術監督 - 長崎斉[15]
- メインカラーデザイン - 長島真弓
- カラーデザイン - いわみみか
- オープニングアニメーション - 金田伊功、楠本祐子、田中比呂人
- 撮影監督 - 石塚知義[15]
- 音楽 - 本間勇輔
- 音響監督 - 清水勝則[15]
- アニメーション制作プロデューサー - 青木茂雄
- プロデューサー - 岩田圭介（テレビ東京）、木村京太郎、萩野賢
- 製作 - テレビ東京、読売広告社、スタジオぴえろ

### 主題歌
オープニングテーマ
「いとおしい人のために」
作詞 - 青木久美子 / 作曲 - 清岡千穂 / 編曲 - 矢野立美 / 歌 - 佐藤朱美
エンディングテーマ
「ときめきの導火線」
作詞 - 里乃塚玲央 / 作曲 - 家原正嗣 / 編曲 - 山中紀昌 / 歌 - 今野友加里
「風の旋律」
作詞 - 柚木美祐 / 作曲 - 家原正嗣 / 編曲 - 戸塚修 / 歌 - 坂本千夏（33話のみ）
「for Epilogue…」（ときめきの導火線＋いとおしい人のためにのインスト）
作曲 - 家原正嗣・清岡千穂 / 編曲 - 矢野立美（52話のみ）

### 各話リスト
| 話数   | 放送日        | サブタイトル                             | 脚本     | 絵コンテ     | 演出         | 作画監督        |
| ------ | ------------- | ---------------------------------------- | -------- | ------------ | ------------ | --------------- |
| 第1章  | 1995年 4月6日 | 伝説の少女                               | 浦沢義雄 | 亀垣一       | 亀垣一       | 本橋秀之        |
| 第2章  | 4月13日       | 朱雀の巫女                               | 阪口和久 | 湊屋夢吉     | 湊屋夢吉     | 本木久年        |
| 第3章  | 4月20日       | 朱雀の七星                               | 浦沢義雄 | しぎのあきら | しぎのあきら | 広田麻由美      |
| 第4章  | 4月27日       | すれちがう想い                           | 阪口和久 | 西澤晋       | 亀垣一       | 本橋秀之        |
| 第5章  | 5月4日        | とまどう鼓動                             | 浦沢義雄 | 池上誉優     | 島崎奈々子   | 菅野宏紀        |
| 第6章  | 5月11日       | 命果てても                               | 阪口和久 | 坂本郷       | 貞光紳也     | 本木久年        |
| 第7章  | 5月18日       | 帰りたい…                                | 浦沢義雄 | 亀垣一       | 亀垣一       | 本橋秀之        |
| 第8章  | 5月25日       | 逢いたい…                                | 浦沢義雄 | しぎのあきら | 広田麻由美   | 広田麻由美      |
| 第9章  | 6月1日        | 見えざる敵                               | 阪口和久 | 鍋島修       | 鍋島修       | 時矢義則        |
| 第10章 | 6月8日        | 囚われの少女                             | 浦沢義雄 | 坂本郷       | 篠原俊哉     | 本木久年        |
| 第11章 | 6月15日       | 青龍の巫女                               | 阪口和久 | 西澤晋       | 西澤晋       | 本橋秀之        |
| 第12章 | 6月22日       | あなたしかいない                         | 浦沢義雄 | 貞光紳也     | 元永慶太郎   | 菅野宏紀        |
| 第13章 | 6月29日       | 愛するがゆえ                             | 阪口和久 | しぎのあきら | 広田麻由美   | 本木久年        |
| 第14章 | 7月6日        | 砦の狼                                   | 浦沢義雄 | 亀垣一       | 亀垣一       | 本橋秀之        |
| 第15章 | 7月13日       | 蘇りの都                                 | 吉村元希 | 西澤晋       | 元永慶太郎   | 山沢実          |
| 第16章 | 7月20日       | 哀しき戦い                               | 浦沢義雄 | 鍋島修       | 鍋島修       | 時矢義則        |
| 第17章 | 7月27日       | めぐり逢いの音                           | 吉村元希 | 西澤晋       | 西澤晋       | 本橋秀之        |
| 第18章 | 8月3日        | 恋慕の罠                                 | 浦沢義雄 | 織田美浩     | 織田美浩     | 本木久年        |
| 第19章 | 8月10日       | ひきさかれる愛                           | 阪口和久 | 牧野滋人     | 石原立也     | 才谷梅太郎      |
| 第20章 | 8月17日       | とどかぬ願い                             | 浦沢義雄 | 亀垣一       | 亀垣一       | 本橋秀之        |
| 第21章 | 8月24日       | 君を護るために                           | 吉村元希 | 牧野滋人     | 牧野滋人     | 山沢実          |
| 第22章 | 8月31日       | 二度と離れない                           | 浦沢義雄 | 鍋島修       | 鍋島修       | 時矢義則        |
| 第23章 | 9月7日        | 謀略の予兆                               | 阪口和久 | 西澤晋       | 西澤晋       | 本橋秀之 窪詔之 |
| 第24章 | 9月14日       | 炎の決意                                 | 浦沢義雄 | 織田美浩     | 織田美浩     | 中田雅夫        |
| 第25章 | 9月21日       | 愛されて、悲しくて…                      | 吉村元希 | 石山タカ明   | 黒田やすひろ | 児山昌弘        |
| 第26章 | 9月28日       | 星見祭りの夜                             | 浦沢義雄 | 嵯峨敏       | 嵯峨敏       | 清水健一        |
| 第27章 | 10月5日       | 誓いの墓標                               | 阪口和久 | 亀垣一       | 亀垣一       | 本橋秀之        |
| 第28章 | 10月12日      | 第1節 総集編〜古昔之途（いにしえのみち） | -        | -            | -            | -               |
| 第29章 | 10月19日      | 動き出した謎                             | 浦沢義雄 | 西澤晋       | 西澤晋       | 本橋秀之 窪詔之 |
| 第30章 | 10月26日      | 戦いの閃光                               | 吉村元希 | 鍋島修       | 鍋島修       | 時矢義則        |
| 第31章 | 11月2日       | 不安の渦                                 | 浦沢義雄 | 牧野滋人     | 牧野滋人     | 山沢実          |
| 第32章 | 11月9日       | 朱雀の宿星に殉じて                       | 阪口和久 | 西澤晋       | 島崎奈々子   | 本木久年        |
| 第33章 | 11月16日      | 柳宿永遠の別離                           | 浦沢義雄 | 亀垣一       | 亀垣一       | 本橋秀之        |
| 第34章 | 11月23日      | 氷の防人                                 | 吉村元希 | 権俵及造     | 黒田やすひろ | 児山昌弘        |
| 第35章 | 11月30日      | 奈落の蜃気楼                             | 浦沢義雄 | 貞光紳也     | 貞光紳也     | 山沢実          |
| 第36章 | 12月7日       | 踏みにじられた愛                         | 浦沢義雄 | 織田美浩     | 織田美浩     | 中田雅夫        |
| 第37章 | 12月14日      | 幻惑のぬくもり                           | 浦沢義雄 | 牧野滋人     | 牧野滋人     | 本木久年        |
| 第38章 | 12月21日      | 心の夜明け                               | 阪口和久 | 西澤晋       | 西澤晋       | 本橋秀之        |
| 第39章 | 12月25日      | 妖しき幻想                               | 浦沢義雄 | 鍋島修       | 鍋島修       | 時矢義則        |
| 第40章 | 1996年 1月4日 | 偽りの恋                                 | 吉村元希 | 島崎奈々子   | 島崎奈々子   | 佐々木守        |
| 第41章 | 1月11日       | 復活の陽光                               | 浦沢義雄 | 権俵及造     | 黒田やすひろ | 児山昌弘        |
| 第42章 | 1月18日       | 越えられぬ壁                             | 阪口和久 | 亀垣一       | 亀垣一       | 本橋秀之        |
| 第43章 | 1月25日       | 決別の来同                               | 浦沢義雄 | 貞光紳也     | 貞光紳也     | 本木久年        |
| 第44章 | 2月1日        | 刹那の攻防                               | 吉村元希 | 西澤晋       | 西澤晋       | 奥田万つ里      |
| 第45章 | 2月8日        | 分岐の光                                 | 浦沢義雄 | 織田美浩     | 織田美浩     | 中田雅夫        |
| 第46章 | 2月15日       | 虚実の少年                               | 阪口和久 | 貞光紳也     | 貞光紳也     | 山沢実          |
| 第47章 | 2月22日       | 鎮魂の空                                 | 浦沢義雄 | 西澤晋       | 西澤晋       | 本橋秀之        |
| 第48章 | 2月29日       | この命賭けても                           | 吉村元希 | 鍋島修       | 鍋島修       | 時矢義則        |
| 第49章 | 3月7日        | 華燭の典                                 | 浦沢義雄 | 牧野滋人     | 牧野滋人     | 山沢実          |
| 第50章 | 3月14日       | 贖罪の瞬間                               | 阪口和久 | 貞光紳也     | 貞光紳也     | 本木久年        |
| 第51章 | 3月21日       | 託された希望                             | 吉村元希 | 亀垣一       | 亀垣一       | 本橋秀之        |
| 第52章 | 3月28日       | いとおしい人のために                     | 浦沢義雄 | 亀垣一       | 亀垣一       | 本橋秀之        |

### 放送局
| 放送期間（または、放送体制）  | 放送時間           | 放送局              | 対象地域                                                    | 備考                                                 |
| ----------------------------- | ------------------ | ------------------- | ----------------------------------------------------------- | ---------------------------------------------------- |
| 1995年4月6日 - 1996年3月28日  | 木曜 18:00 - 18:30 | テレビ東京系列全6局 | 北海道・関東広域圏・愛知県・ 大阪府・岡山県・香川県・福岡県 | うちTVQ九州放送は当時『TXN九州』という名称であった。 |
| 1995年5月15日 - 1996年6月17日 | 月曜 16:27 - 16:55 | チューリップテレビ  | 富山県                                                      |                                                      |
| 遅れネット                    | 不明               | IBC岩手放送         | 岩手県                                                      |                                                      |
|                               |                    | KBS京都             | 京都府                                                      |                                                      |
|                               |                    | テレビ和歌山        | 和歌山県                                                    |                                                      |

この他、2007年8月1日からTOKYO MXにて再放送された。2017年9月5日からチバテレで再放送されている。
| テレビ東京系 木曜18:00枠      | テレビ東京系 木曜18:00枠 | テレビ東京系 木曜18:00枠 |
| 前番組                        | 番組名                   | 次番組                   |
| ----------------------------- | ------------------------ | ------------------------ |
| ピンクパンサー ※1時間繰り上げ | ふしぎ遊戯               | 水色時代                 |

### 関連CD
ふしぎ遊戯ヴォーカル集 (TV Series Songs Complete Collection)2000/08/23発売
- Disc 1

1. いとおしい人のために - 佐藤朱美
2. ときめきの導火線 - 今野友加里
3. わかっていたはず - 佐藤朱美
4. Winner - 今野友加里
5. 透明なHANEみーつけた! - 佐藤朱美
6. GIRL! GIRL! GIRL! - 佐藤朱美
7. 平気だよ - 佐藤朱美
8. DASH - 佐藤朱美
9. ONLY TONIGHT - 佐藤朱美
10. いとおしい人のために（ENDヴァージョン） - 佐藤朱美
11. 風の旋律 (KARAOKE)
12. 伝言 (KARAOKE)
13. 紅い伝承 (KARAOKE)
14. I wish… (KARAOKE)
15. ONLY TONIGHT (KARAOKE)

- Disc 2

1. 愛という名の聖戦に… - 緑川光
2. そして、闇の先に - 緑川光
3. 運命の星 - 子安武人
4. 僕の宇宙に君がいる - 子安武人
5. 伝言 - 子安武人
6. 風の旋律 - 坂本千夏
7. 乙女爛漫 - 坂本千夏
8. 花鳥風月 - 関智一
9. おちゃのこさいさい変幻自在 - 関智一
10. Heartにキラ星咲かしたれ!! - 林延年
11. Do=Be'sがやって来る。 - 林延年
12. 左手の記憶 - 石井康嗣
13. 空が見える - 石井康嗣
14. 紅い伝承 - 川上とも子
15. P.S.愛って永遠ですか? - 川上とも子
16. いとおしい人のために（ENDヴァージョン） (KARAOKE)

- Disc 3

1. 祈るように愛してる。 - 荒木香恵
2. Still - 荒木香恵
3. Promise Love - 荒木香恵
4. I Wish… - 冬馬由美
5. BEST FRIEND - 冬馬由美
6. 蒼い嵐 - 冬馬由美
7. 彷徨 - 古澤徹
8. Blue eyes…blue - 古澤徹
9. Never Get Away - 上田祐司
10. 夜想曲 - 上田祐司
11. 氷たちの自尊心 - 田中敦子
12. 震えて下さい - 田中敦子
13. 君が微笑むなら - 檜山修之・岩永哲哉
14. Seed~種子~ - 山野井仁
15. いとおしい人のために (KARAOKE)
16. ときめきの導火線 (KARAOKE)

ふしぎ遊戯 全曲集 〜歌曲天地之箱〜2006/03/22発売

## OVA
第一部（テレビアニメシリーズ）と第二部の間のストーリーとされるアニメオリジナルエピソードが全3巻、第二部が全6巻、外伝の永光伝が全4巻製作された。TVアニメシリーズと同じスタッフで製作されたが、外伝のみ若干異なる。

### オリジナルビデオシリーズ ふしぎ遊戯（OVA1）
TVシリーズ後のアニメオリジナルエピソード。全3巻。何者かによって再び四神天地書の中に戻された鬼宿。本の中では数十年が経過しており、誰も当時の自分を知る者はなかった。宮殿を訪ね、星宿の曾孫だという少年の皇太子に国を救った伝説の朱雀七星士として快く朱雀廟に招かれるが結界に阻まれ入ることができず、朱雀七星士を語る偽者として追い出されてしまう。太一君を頼って太極山を訪ねても、岩の転がった山にしか見えない。そんな時、自分のことを心宿と呼ぶ少女に出会い、鬼宿は苦悩する。

#### スタッフ（OVA1）
- 原作 - 渡瀬悠宇
- 監督 - 亀垣一
- 脚本 - 吉村元希
- 絵コンテ・演出 - 亀垣一
- キャラクターデザイン・作画監督 - 本橋秀之
- 美術監修 - 池田祐二
- 美術監督 - 長崎斉
- 音楽 - 本間勇輔
- 音楽ディレクター - 藤田昭彦
- 音響監督 - 清水勝則
- 効果 - 加藤昭二
- 調整 - 成清量、武藤雅人
- アニメーション制作 - スタジオぴえろ
- プロデューサー - 菅野知津子、本間道幸、菊池晃一
- 製作 - バンダイビジュアル、スタジオぴえろ、ムービック

#### 主題歌（OVA1）
オープニングテーマ 「夜が明ける前に」
作詞・歌 - 佐藤朱美 / 作曲 - 芦沢和則 / 編曲 - 大友博輝
挿入歌(1巻) 「Voice」
作詞 - 青木久美子 / 作曲 - 家原正嗣 / 編曲 - 山中紀昌 / 歌 - 緑川光
挿入歌(2巻) 「Everything for you」
作詞 - 佐藤朱美 / 作曲 - 清岡千穂 / 編曲 - 大友博輝 / 歌 - 佐藤朱美
挿入歌(2巻) 「Perfect World」
作詞 - 青木久美子 / 作曲・編曲 - 大門一也 / 歌 - 坂本千夏
エンディングテーマ(1〜2巻) 「明日の私を信じたい」
作詞 - 青木久美子 / 作曲 - 清岡千穂 / 編曲 - 山中紀昌 / 歌 - 石塚早織
エンディングテーマ(3巻) 「あしたはいい日になる」
作詞 - 青木久美子 / 作曲 - 清岡千穂 / 編曲 - 矢野立美 / 歌 - 佐藤朱美

#### 各話リスト（OVA1）
| 話数   | サブタイトル          | 発売日         |
| ------ | --------------------- | -------------- |
| 巻ノ一 | 失ひし絆              | 1996年10月25日 |
| 巻ノ二 | 悲しき閃光            | 1996年12月18日 |
| 巻ノ三 | 別離（わかれ）…そして | 1997年2月25日  |

映像特典
1. ふしぎ遊戯おつかれ慰安バス旅行〜禁断の女誠温泉篇 その1
2. ふしぎ遊戯おつかれ慰安バス旅行〜禁断の女誠温泉篇 その2
3. ふしぎ遊戯おつかれ慰安バス旅行〜禁断の女誠温泉篇 その3…カンドーの最終回

### ふしぎ遊戯 第二部（OVA2）
原作第二部をアニメ化したOVAシリーズ。全6巻。高校生になった美朱が、高松塚古墳での朱雀からの救いを求める声と魏に迫る危機に、鬼宿の記憶を求め、魏と再び本の世界へ降り立つ。第一部で故人となった朱雀七星士や唯たちとも力を合わせ、四神天地書内だけでなく現実世界をも股に掛けた魔人―天罡との戦いに美朱たちが臨む。七星士たちの過去や死後の紅南国内での因縁、現実世界の人々を洗脳して襲い来る祀行 斂や神代 魅との対決が描かれる。

#### スタッフ（OVA2）
- 原作 - 渡瀬悠宇
- 監督 - 亀垣一
- 脚本 - 吉村元希
- 絵コンテ・演出 - 亀垣一
- キャラクターデザイン・作画監督 - 本橋秀之
- 美術監修 - 池田祐二
- 美術監督 - 長崎斉
- 美術設定 - 高田茂祝
- 色彩設定・色指定 - いわみみか
- 仕上検査 - 滝口佳子
- 特殊効果 - 池田健司
- 音響監督 - 清水勝則
- 音楽 - 本間勇輔
- 音楽ディレクター - 藤田昭彦
- 効果 - 加藤昭二
- 調整 - 西澤規夫、武藤雅人
- プロデューサー - 菅野知津子、本間道幸、菊池晃一
- 製作 - バンダイビジュアル、スタジオぴえろ、ムービック

#### 主題歌（OVA2）
オープニングテーマ 「Star」
作詞 - 青木久美子 / 作曲 - 浅岡千穂 / 編曲 - 矢野立美 / 歌 - 佐藤朱美
エンディングテーマ 「夢かもしれない」
作詞 - 青木久美子 / 作曲 - 家原正嗣 / 編曲 - 山中紀昌 / 歌 - The S・h・e

#### 各話リスト（OVA2）
| 話数   | サブタイトル             | 発売日         |
| ------ | ------------------------ | -------------- |
| 第一章 | 蠱惑の胎動               | 1997年5月25日  |
| 第二章 | 沈黙の童                 | 1997年9月25日  |
| 第三章 | 転生の発露               | 1997年12月18日 |
| 第四章 | 友誼の焔                 | 1998年2月25日  |
| 第五章 | 儚き水鏡                 | 1998年5月25日  |
| 第六章 | 未来（あした）逢うために | 1998年10月25日 |

映像特典
- アニメ版 ふしぎ悪戯

制作時のミスで第一章は「ふしぎイタズラ」と誤読されたが、第二章以降は「ふしぎアクギ」。

### ふしぎ遊戯 -永光伝-（OVA3）
小説「ふしぎ遊戯外伝」7&8巻をアニメ化したOVAシリーズ。全4巻。魏への好意から美朱に対する嫉妬心で、自ら四神天地書の世界へ旅立った朱雀の二代目巫女―榊真夜が主人公となっている。数々の経験を経た真夜はやがて、魏と美朱の真実を知ることになる。

#### スタッフ（OVA3）
- 原作 - 渡瀬悠宇
- 作 - 西崎めぐみ（小学館パレット文庫刊）
- 監督 - 島崎奈々子
- 脚本 - 佐藤博暉
- キャラクターデザイン - 本橋秀之
- 作画監督 - 窪詔之
- 美術監督 - 高田茂祝
- 色彩設計 - いわみみか
- 撮影監督 - 石塚知義
- 音響監督 - 清水勝則、鈴木裕子
- 音楽 - 酒井良
- プロデューサー - 上田文郎、押切万輝、園部幸夫、HIROE TSUKAMOTO
- アニメーション制作 - ぴえろ
- 製作 - 小学館、ぴえろ、FCC、PIONEER ENTERTAINMENT

#### 主題歌（OVA3）
オープニングテーマ 「地上の星座」
作詞 - 森由里子 / 作曲・編曲 - 酒井良 / 歌 - 上野洋子
エンディングテーマ 「YES-ここに永遠がある-」
作詞 - 森由里子 / 作曲・編曲 - 酒井良 / 歌 - 子安武人

#### 各話リスト（OVA3）
| 話数   | サブタイトル | 発売日         |
| ------ | ------------ | -------------- |
| 第一章 | 神話開玄     | 2001年12月21日 |
| 第二章 | 流砂彷白     | 2002年2月25日  |
| 第三章 | 七星青輪     | 2002年4月25日  |
| 第四章 | 朱翼光臨     | 2002年6月25日  |

## ゲーム
『ふしぎ遊戯 朱雀異聞』のタイトルで、オトメイトより2008年5月29日に発売されたPlayStation 2ゲーム。
2009年6月25日には『ふしぎ遊戯 玄武開伝 外伝 鏡の巫女』と『ふしぎ遊戯 朱雀異聞』がカップリングされたニンテンドーDSソフト『ふしぎ遊戯DS』が発売された。限定版にはドラマCDの朱雀編『朱雀七星士、柳宿争奪戦!?』と玄武編『真夜中の激闘! 伝説のキノコを求めて』が同梱。
ここでは、朱雀の巫女と青龍の巫女は、美朱や唯ではない。声優もドラマCD・アニメ版とは大幅に変更されている。

### 声優一覧
朱雀
- 本作の主人公：鳳 まどか（おおとり まどか） - キャラクターボイスなし
- 鬼宿 - 宮野真守
- 星宿 - 小西克幸
- 柳宿 - 皆川純子
- 翼宿 - 鳥海浩輔
- 軫宿 - 三宅健太
- 井宿 - 宮田幸季
- 張宿 - 木村亜希子

青龍
- 青龍の巫女 - 氷室 深咲（ひむろ みさき）声 - 小野涼子
- 心宿 - 成田剣
- 角宿 & 亢宿 - 柿原徹也
- 房宿 - 本名陽子
- 氐宿 - 中村悠一
- 尾宿 - 乃村健次
- 箕宿 - 山内奈緒

玄武
- 虚宿 - 岩永哲哉
- 斗宿 - 檜山修之

白虎
- 婁宿 - 楠田敏之

その他
- 太一君 - 葛西佐紀
- 兄 - 野宮一範
- 少華 - 片貝まこ
- 土黙勒 - 西松和彦
- 鬼宿の父 - 杉崎亮
- 結蓮 - 和田カヨ
- 忠栄 - 菊池こころ

### 主題歌（ゲーム）
オープニングテーマ 「Discovery」
作詞 - 田中秀典 / 作曲 - 野間康介 / 編曲 - Jin Nakamura / 歌 - 宮野真守

## 舞台・ミュージカル
幻想少女◎アドベンチャー『ふしぎ遊戯』
舞台化作品。amipro主催で2010年10月20日 - 24日に中野ザ・ポケットにて上演（全9公演）。脚本・演出は菅野臣太朗、主演はTHE ポッシボー（現：チャオ ベッラ チンクエッティ）の橋本愛奈と秋山ゆりかが務めた。
幻想少女◎アドベンチャー『ふしぎ遊戯〜朱雀編〜』
舞台化作品の続編。amipro主催で2011年3月30日 - 4月3日に新宿・シアターサンモールにて上演（全9公演）。脚本・演出・主演は初演と同じ。
幻想少女◎アドベンチャー『ふしぎ遊戯〜青龍編〜』
舞台化作品の完結編。amipro主催で2012年4月25日 - 5月2日に銀座・博品館劇場にて上演（全12公演）。脚本・演出・主演は初演と同じ。
『ふしぎ遊戯』
鬼宿が主役の舞台化作品。ネルケプランニング主催で2015年3月19日 - 29日に品川プリンスホテル クラブeXにて上演（全18公演）。脚本はうえのけいこ、演出は奥野直義、主演はゴールデンボンバーの喜矢武豊が務めた。
ミュージカル『ふしぎ遊戯〜朱ノ章〜』
ミュージカル作品。amipro主催で2016年4月8日 - 15日に池袋・あうるすぽっとにて上演（全15公演）。脚本・演出は吉谷光太郎、主演はLoVendoЯの田中れいなが務めた。
ミュージカル『ふしぎ遊戯-蒼ノ章-』
ミュージカル作品の続編。amipro主催で2018年10月13日 - 21日に代々木・全労済ホール/スペース・ゼロにて上演（全15公演）。脚本・演出は浅井さやか、主演は前作から引き続き田中れいなと平野良が務めた。8年に渡るamipro版『ふしぎ遊戯』の最終作。
|           | 役名     | 2010年                        | 2011年                        | 2012年                        | 2015年                          | 2016年                  | 2018年                   |
| 舞台 初演 | 役名     | 舞台 朱雀編                   | 舞台 青龍編                   | 舞台 ネルケ版                 | ミュージカル 朱ノ章             | ミュージカル 蒼ノ章     |                          |
| --------- | -------- | ----------------------------- | ----------------------------- | ----------------------------- | ------------------------------- | ----------------------- | ------------------------ |
| 朱雀      | 夕城美朱 | 橋本愛奈 （THE ポッシボー）   | 橋本愛奈 （THE ポッシボー）   | 橋本愛奈 （THE ポッシボー）   | 伊藤梨沙子                      | 田中れいな （LoVendoЯ） | 田中れいな （LoVendoЯ）  |
| 朱雀      | 鬼宿     | 平野良                        | 平野良                        | 平野良                        | 喜矢武豊 （ゴールデンボンバー） | 平野良                  | 平野良                   |
| 朱雀      | 星宿     | 植野堀まこと                  | 末野卓磨                      | 末野卓磨                      | 山本一慶                        | 前山剛久                | 谷佳樹                   |
| 朱雀      | 柳宿     | 宮地真緒                      | 宮地真緒                      | 宮地真緒                      | 染谷俊之                        | 宮地真緒                | 宮地真緒                 |
| 朱雀      | 井宿     | 矢吹卓也                      | 矢吹卓也                      | 関義哉 （新選組リアン）       | 古川裕太                        | 橘龍丸                  | 葉山昴                   |
| 朱雀      | 翼宿     | 小澤亮太                      | 伊﨑央登                      | 小谷嘉一                      | 碕理人                          | 小谷嘉一                | 薫太                     |
| 朱雀      | 軫宿     | 中村康介                      | 中村康介                      | 中村康介                      | 広瀬友祐                        | 滝川英治                | 小笠原健                 |
| 朱雀      | 張宿     | 富田大樹                      | 富田大樹                      | 富田大樹                      | 未来                            | 富田大樹                | 富田大樹                 |
| 青龍      | 本郷唯   | 秋山ゆりか （THE ポッシボー） | 秋山ゆりか （THE ポッシボー） | 秋山ゆりか （THE ポッシボー） | 伊藤菜実子                      | 坂田しおり              | 宮崎理奈 （SUPER☆GiRLS） |
| 青龍      | 心宿     | 寿里                          | 寿里                          | 寿里                          | 吉岡佑                          | 寿里                    | 輝馬                     |
| 青龍      | 亢宿     | 斉藤祥太                      | 桑野晃輔                      | 林明寛                        | 澤田怜央                        | 服部翼                  | 松岡卓弥                 |
| 青龍      | 角宿     | 斉藤慶太                      | ―                             | 桑野晃輔                      |                                 |                         | 前田隆太朗               |
| 青龍      | 房宿     | 宮﨑麗香                      | ―                             | 八代みなせ                    |                                 |                         | 花奈澪                   |
| 青龍      | 氐宿     | 田邉明宏                      | ―                             | 田邉明宏                      |                                 |                         | 木田健太                 |
| 青龍      | 尾宿     | 來河侑希                      | ―                             | 保土田充                      |                                 |                         | 宮川智之                 |
| 青龍      | 箕宿     | 高橋里央                      | ―                             | 青山太久                      |                                 |                         | 深澤恒太                 |
| 白虎      | 婁宿     | 藤宮潤                        | ―                             | 紅葉美緒                      |                                 |                         | 及川洸                   |
| 玄武      | 虚宿     | 長谷川太紀                    | ―                             | 小野賢章                      |                                 |                         | 高根正樹                 |
| 玄武      | 斗宿     | 堤隼人                        | ―                             | 前内孝文                      |                                 |                         | 川﨑優作                 |
| その他    | 太一君   | 舞香（ムカシ玩具）            | 舞香（ムカシ玩具）            | 藤宮潤                        |                                 | 藤宮潤                  | 小島ことり               |
| その他    | 少華     | ―                             | 折井あゆみ                    | ―                             |                                 | 栗生みな                |                          |
| その他    | 睿俔     | ―                             | 保土田充                      | ―                             |                                 | 我善導                  |                          |
| その他    | 夕城奎介 | 松浦温生                      | 松浦温生                      | 松浦温生                      |                                 |                         | 坂本真一                 |
| その他    | 梶原哲也 | 松田陽平                      | 松田陽平                      | 松田陽平                      |                                 |                         |                          |
| その他    | 美朱の母 | 佐々木三枝                    | 佐々木三枝                    | ―                             |                                 |                         |                          |
| その他    | 倶東陛下 | ―                             | ―                             | 田中しげ美                    |                                 |                         |                          |
| その他    | 攻児     | ―                             | 來河侑希                      | 佑太                          |                                 |                         |                          |
| その他    | 結蓮     | ―                             | ―                             | 新井順華                      |                                 |                         |                          |